# Quintus Lucretius Ofella
Quintus Lucretius Ofella est un homme politique et général romain du début du Ier s. av. J.-C. D'abord partisan des marianistes et du parti populares, il se rapproche du parti conservateur des optimates après la première guerre civile de la République romaine.

## Origines et parcours
Sa carrière et ses origines sont mal connues. Il fait partie de la gens Lucretia, une vieille famille patricienne romaine n'ayant plus vraiment de place centrale dans les hautes sphères du pouvoir depuis plusieurs siècles. Il est surtout connu pour avoir participé aux côtés de Sylla à la seconde guerre civile de la République romaine, se retrouvant chargé du siège de Préneste après que Marius le Jeune s'y soit réfugié quelques jours après la bataille de Sacriport.

## Rébellion contre Sylla
Décrit comme un légat loyal et zélé, il espérait être désigné consul pour l'année 81 av. J.-C. en guise de remerciement pour son service. Écarté de la charge par Sylla, il montre de nombreux signes de mutinerie, commençant à rassembler des soutiens autour de lui pour briguer la magistrature suprême, débarquant même à la tête d'une bande armée sur le forum pour faire pression sur le dictateur vainqueur de la guerre. Il est exécuté par un centurion, sur les ordres de Sylla, sur le forum, en 81 av. J.-C.

### Sources anciennes
- On trouve mention de l'épisode de sa rébellion chez Plutarque, dans sa vie de Sylla (Vies parallèles des Hommes Illustres).

### Sources modernes
- François Hinard, Histoire romaine, t. 1, Paris, Fayard, 2000, 1080 p., p. 658 - 665